# Lille-Bruxelles-Lille
Lille-Bruxelles-Lille est une ancienne course cycliste franco-belge, de 200 kilomètres environ, organisée de 1932 à 1939 entre la ville de Lille, préfecture du département du Nord de la France, et la Capitale belge. 

## Palmarès
| Année | Vainqueur            | Deuxième              | Troisième        |
| ----- | -------------------- | --------------------- | ---------------- |
| 1932  | Émile Bruneau        | Gustave Bruneau       | Antoine Dignef   |
| 1933  | Polydore Goossens    | Englebert Machiels    | Maurice Van Hee  |
| 1934  | Roger Debruycker     | Theo Bury             | Albertin Dissaux |
| 1935  | Philémon De Meersman | Cyriel Van Overberghe | Albertin Dissaux |
| 1936  | Maurice Van Herzele  | Henry Brison          | Gustave Beckaert |
| 1937  | Valere Voue          | René De Walsche       | Maurice Cacheux  |
| 1938  | Maurice Houfflin     | Aloïs Delchambre      | Maurice Samyn    |
| 1939  | Albert Sercu         | Julien Legrand        | Rémi Decroix     |